# Harry de Vlugt
Harry de Vlugt (Bandoeng, 26 mei 1947 – Enschede, 6 november 2016) was een Nederlands voetballer die als aanvaller speelde.
De Vlugt werd geboren in Nederlands-Indië en kwam op jonge leeftijd naar Enschede waar hij in de jeugd speelde bij EVV Phenix en SC Enschede. In 1965 werd hij profvoetballer bij FC Twente. Na twee seizoenen zonder een officiële wedstrijd in het eerste van FC Twente te hebben gespeeld werd hij weer amateur bij GVV Eilermark in Glanerbrug. In 1969 ging hij naar Canada, waar een broer van hem een dakbedekkingsbedrijf had. De Vlugt speelde daar als semi-prof voor German Canadian FC uit London (Ontario) en voor Toronto Croatia, clubs die uitkwamen in de Canadian National Soccer League. Na een seizoen bij Eilermark speelde De Vlugt in het seizoen 1971/72 voor SV Meppen op het derde Duitse niveau in de Landesliga Niedersachsen. Hij scoorde in 36 officiële wedstrijden 23 goals en won met SV Meppen, dat in de competitie als tweede was geëindigd, de play-offs voor promotie naar de Regionalliga Nord. Na één seizoen ging Harry de Vlugt naar Rot-Weiss Essen, waarmee hij een jaar later kampioen werd in de Regionalliga West. Met zijn club promoveerde hij, samen met onder meer Willi Lippens, na play-offs waarin hij zes doelpunten in acht wedstrijden scoorde naar de Bundesliga. In het eerste seizoen in de Bundesliga scoorde De Vlugt 11 doelpunten in 22 wedstrijden, maar in z'n tweede seizoen kwam hij vanwege blessures nog maar weinig in actie, waarna hij op 27-jarige leeftijd werd afgekeurd voor het spelen van betaald voetbal. In 55 officiële wedstrijden voor Rot-Weiß Essen scoorde Van der Vlugt 24 doelpunten. 